# Löhnis
Löhnis & Co. was een Rotterdamse machinefabriek en ketelmakerij die van 1888 tot 1920 gevestigd was aan de Waaldijk in de wijk Katendrecht.

## Oorsprong
Binnen de groeiende machine-industrie in Rotterdam in de tweede helft van de 19e eeuw nam Fijenoord de belangrijkste plaats in, mede als leerschool voor werklieden en leidinggevenden. De in Rotterdam geboren en getogen Theodoor Pieter Löhnis (1852-1926) was een van de volontairs bij Fijenoord voordat hij een studie werktuigbouwkunde aan de TH Aken en Dresden begon. Na zijn afstuderen, in 1877, keerde hij terug bij Fijenoord om van 1883-1886 bij de werf De Industrie van Piet Smit Jr. te Slikkerveer werkzaam te zijn. Hij trok vervolgens met zijn gezin terug naar zijn geboorteplaats om de mogelijkheden van een eigen machinefabriek te verkennen. Hij vond uiteindelijk in een leegstand graanpakhuis een passend onderkomen, gunstig gelegen in het westelijk deel van de sterk groeiende havenstad, goed bereikbaar voor rivier- en kleinere zeeschepen en ook over land. Met behulp van een anonieme geldschieter werd de firma Löhnis & Co eind 1887 een feit, de productie startte in 1888 met een drietal werklieden. 

## Groei
De oprichter drukte de eerste 15 jaar zijn stempel op de hele bedrijfsvoering van het bedrijf dat beperkt van omvang toch een goede reputatie verwierf op het gebied van scheepsstoommachines en -ketels naar eigen ontwerp van Löhnis. Twee jaar na de oprichting telde het bedrijf 32 werklieden, tien jaar na de stichting in 1897 (50 arbeiders), waren er 52 scheepsstoommachines en 63 stoomketels - waarvan de overgrote meerderheid scheepsketels - geleverd. De machines en ketels waren bestemd voor uiteenlopende vaartuigen als kustvaarders, loggers, passagiers-, vracht- en sleepboten, naast zandzuigers en baggervaartuigen. Bekendheid verwierf zij met de installatie van de verschillende veerbootjes als de Heen en Weer III (schip, 1901).  
Een grote brand in 1895 legde het hele bedrijf in de as waarna wederopbouw volgde. In 1902 kwam ir. L. Jonker Czn in dienst die in 1910 deelgenoot werd en per 1913 Löhnis opvolgde als directeur. In die periode bleef men gestadig een 5-10 scheepsstoommachines per jaar afleveren, naast een gelijk aantal ketels. Voor de ketels had men een overeenkomst met de firma Wilhelm Schmidt voor vlampijp-overhitters. Verder werden er direct werkende heitoestellen type Morrison vervaardigd naast lieren, reservoirs, centrifugaalpompen en speciaalmachines voor chocolade-, gist- en spiritusfabrieken.

## Overname
In 1917 werd de bedrijfsuitrusting nog gemoderniseerd maar in de crisisjaren na afloop van de Eerste Wereldoorlog zagen de leiding en eigenaren blijkbaar geen toekomst meer in voortzetting als zelfstandig bedrijf. In 1920 werd het overgenomen door het scheepsreparatiebedrijf Niehuis en Van den Berg.